# Gare de Saint-Dalmas-de-Tende
Gare de Saint-Dalmas-de-Tende vasútállomás Franciaországban, Tende településen.

## Vasútvonalak
Az állomást az alábbi vasútvonalak érintik:
- Cuneo-Limone-Ventimiglia-vasútvonal

## Kapcsolódó állomások
A vasútállomáshoz az alábbi állomások vannak a legközelebb:
- Gare de Fontan - Saorge
- Gare de La Brigue